# Saint-Ouen-en-Champagne
Pour les articles homonymes, voir Saint-Ouen et Champagne.
Saint-Ouen-en-Champagne est une commune française, située dans le département de la Sarthe en région Pays de la Loire, peuplée de 238 habitants.
La commune fait partie de la province historique du Maine, et se situe dans la Champagne mancelle.

## Géographie
Saint-Ouen-en-Champagne est une commune sarthoise située à 35 km du Mans et bordée par la Vègre.

### Communes limitrophes
| Brûlon   | Mareil-en-Champagne     |                               |
| Chevillé | Saint-Ouen-en-Champagne | Saint-Christophe-en-Champagne |
|          | Chantenay-Villedieu     |                               |

### Hameaux, lieux-dits et écarts
- Beauvais (métairie).

### Géologie
La commune repose sur le bassin houiller de Laval daté du Culm, du Viséen supérieur et du Namurien (daté entre -346 et -315 millions d'années).

### Climat
Pour des articles plus généraux, voir Climat des Pays de la Loire et Climat de la Sarthe.
En 2010, le climat de la commune est de type climat océanique dégradé des plaines du Centre et du Nord, selon une étude du CNRS s'appuyant sur une série de données couvrant la période 1971-2000. En 2020, Météo-France publie une typologie des climats de la France métropolitaine dans laquelle la commune est exposée à un climat océanique et est dans la région climatique  Moyenne vallée de la Loire, caractérisée par une bonne insolation (1 850 h/an) et un été peu pluvieux. 
Pour la période 1971-2000, la température annuelle moyenne est de 11,3 °C, avec une amplitude thermique annuelle de 14,1 °C. Le cumul annuel moyen de précipitations est de 723 mm, avec 11,9 jours de précipitations en janvier et 6,9 jours en juillet. Pour la période 1991-2020, la température moyenne annuelle observée sur la station météorologique de Météo-France la plus proche, sur la commune de Saint-Loup-du-Dorat à 18 km à vol d'oiseau, est de 12,2 °C et le cumul annuel moyen de précipitations est de 760,0 mm,. Pour l'avenir, les paramètres climatiques de la commune estimés pour 2050 selon différents scénarios d'émission de gaz à effet de serre sont consultables sur un site dédié publié par Météo-France en novembre 2022.

## Urbanisme

### Typologie
Au 1er janvier 2024, Saint-Ouen-en-Champagne est catégorisée commune rurale à habitat dispersé, selon la nouvelle grille communale de densité à sept niveaux définie par l'Insee en 2022.
Elle est située hors unité urbaine. Par ailleurs la commune fait partie de l'aire d'attraction de Sablé-sur-Sarthe, dont elle est une commune de la couronne,. Cette aire, qui regroupe 39 communes, est catégorisée dans les aires de moins de 50 000 habitants,.

### Occupation des sols
L'occupation des sols de la commune, telle qu'elle ressort de la base de données européenne d’occupation biophysique des sols Corine Land Cover (CLC), est marquée par l'importance des territoires agricoles (98,3 % en 2018), une proportion identique à celle de 1990 (98,3 %). La répartition détaillée en 2018 est la suivante : 
prairies (54,3 %), terres arables (36,5 %), zones agricoles hétérogènes (7,5 %), forêts (1,7 %). L'évolution de l’occupation des sols de la commune et de ses infrastructures peut être observée sur les différentes représentations cartographiques du territoire : la carte de Cassini (XVIIIe siècle), la carte d'état-major (1820-1866) et les cartes ou photos aériennes de l'IGN pour la période actuelle (1950 à aujourd'hui).

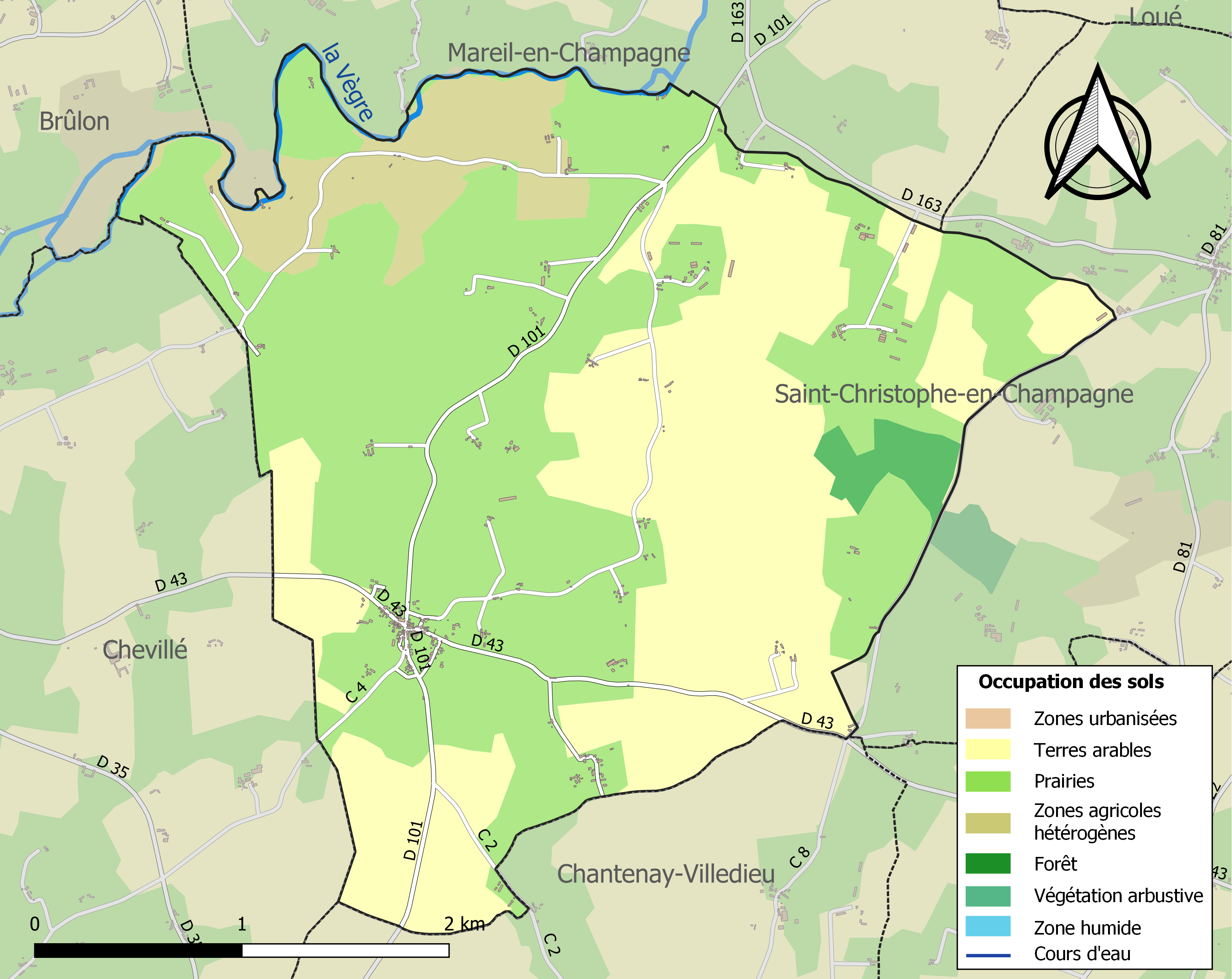
Carte des infrastructures et de l'occupation des sols de la commune en 2018 (CLC).

## Toponymie
Le gentilé est Audonnien.

## Histoire

### XVIIIeetXIXesiècles
En 1774, la métairie de Beauvais, sur cette paroisse appartient aux moines de l'ordre de Saint-Augustin du prieuré de Château-l'Hermitage qui la donnent à bail.

#### Météorite

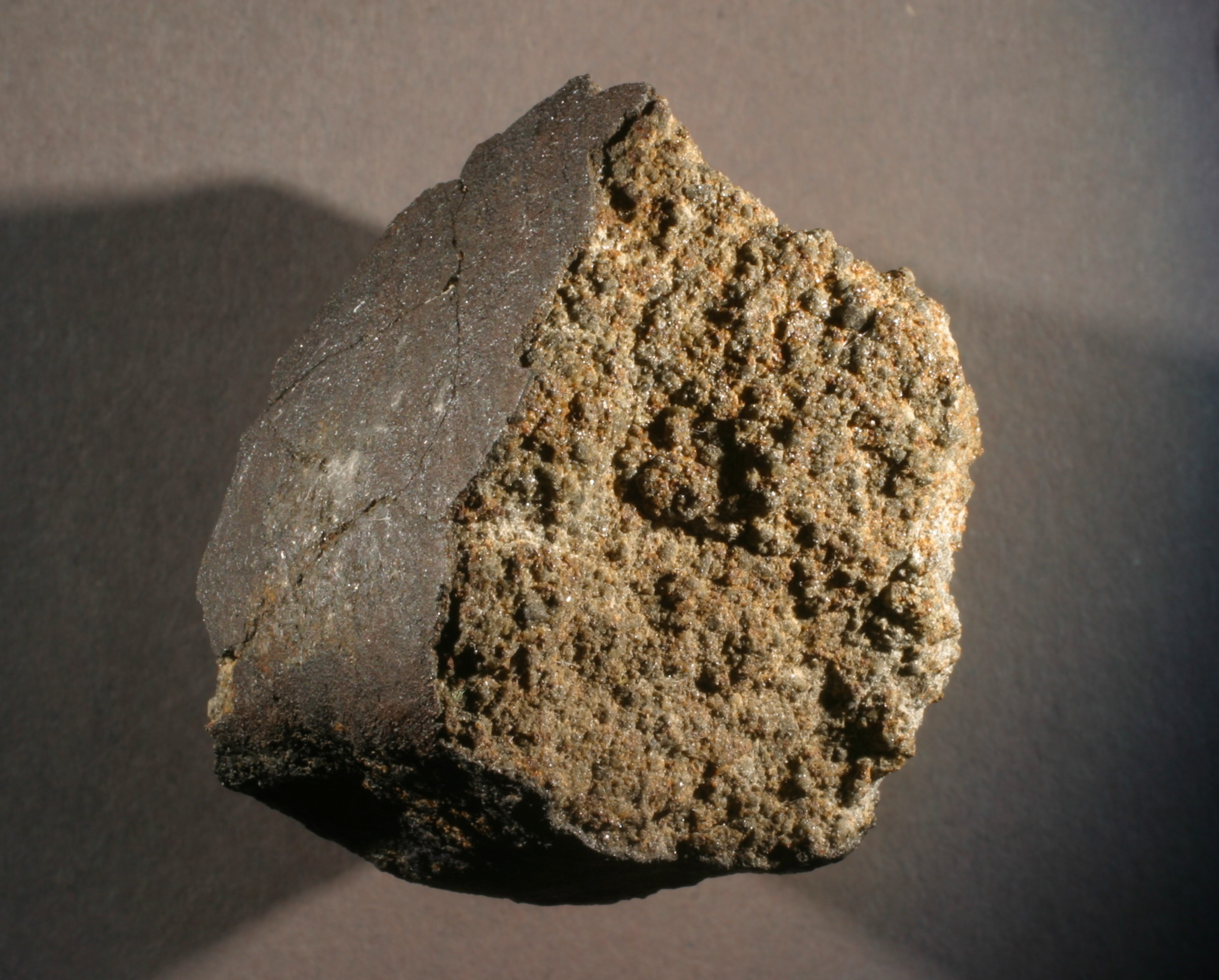
Météorite de Saint-Ouen-en-Champagne, Le Mans, Musée vert.

Saint-Ouen-en Champagne a subi le 29 septembre 1799 à 15 h, la chute d'une météorite au lieu-dit du Pin. Les diverses descriptions relatant cet événement,, indiquent que cette chute fut précédée d'un violent « coup de tonnerre ». Un ouvrier agricole qui battait le grain dans l'aire de la métairie du Pin fut le témoin de l'impact. Il ne put ramasser immédiatement le bloc à cause de sa température, peut-on lire, élevée[réf. nécessaire], mais plus probablement, très basse. L'aérolithe qui pesait 4,62 kg (9 livres et 7 onces) fut divisé et ses morceaux distribués. Un fragment fut notamment donné au naturaliste sarthois Louis Maulny, grand collectionneur local de curiosités diverses. À la suite du décès de Maulny en 1815, son cabinet d'histoire naturelle est acquis le 11 juin 1816 par le département de la Sarthe et déposé au musée du Mans. Ce fragment de 39 grammes, identifié comme une chondrite ordinaire de type H5, est aujourd'hui exposé en permanence au Musée vert, musée d'histoire naturelle de la ville du Mans, dans la salle Jurassique Sarthe.

#### Mines d'anthracite
Des mines de charbon sont brièvement exploitées à l'Ecotterie entre 1844 et 1850.

## Politique et administration

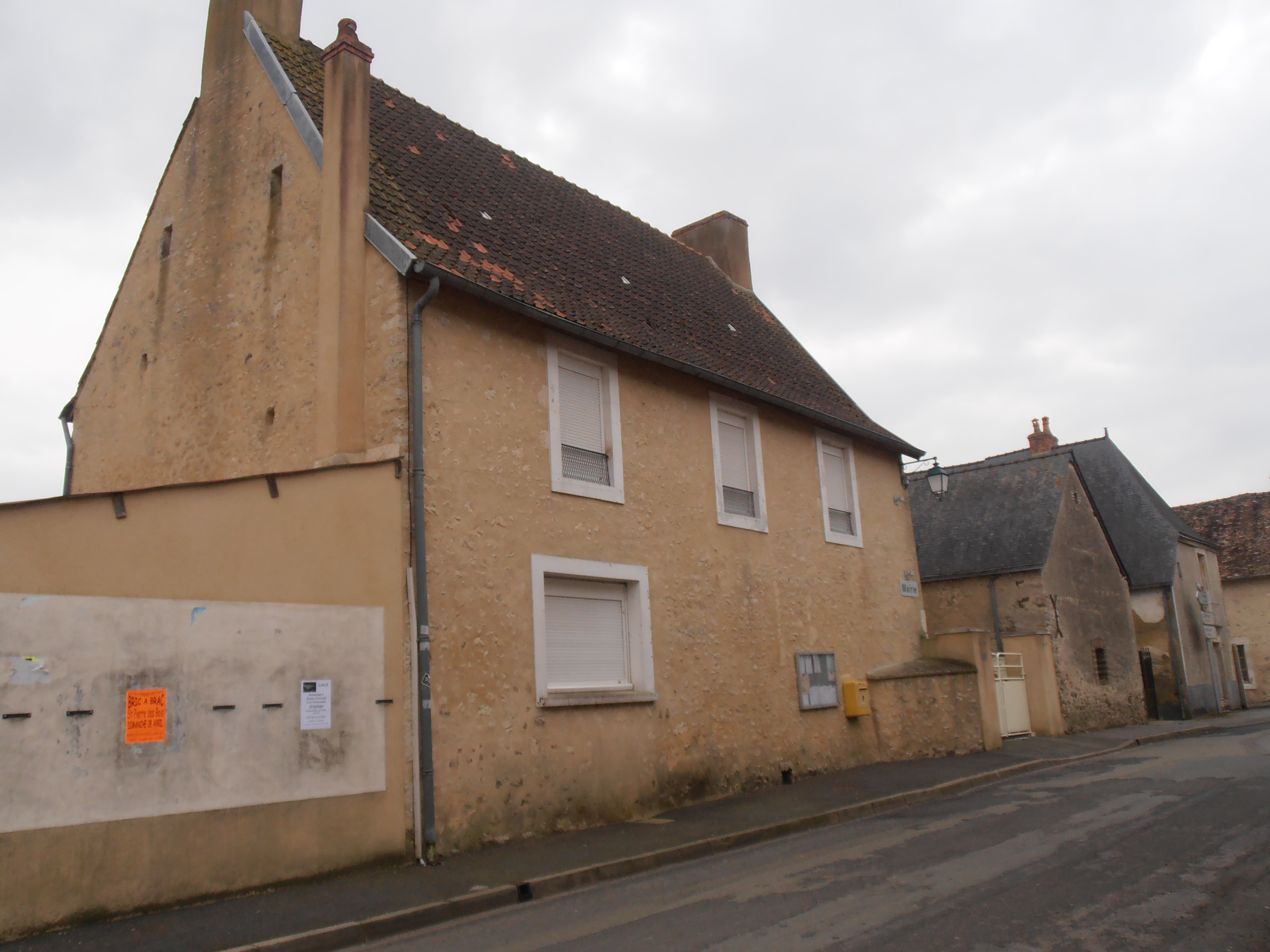
La mairie de Saint-Ouen.

| Période                                  | Période   | Identité            | Étiquette | Qualité                                                             |
| ---------------------------------------- | --------- | ------------------- | --------- | ------------------------------------------------------------------- |
| 1900                                     | 1935      | Cambronne Bouteloup | Inconnu   | Chevalier de la Légion d'honneur, agriculteur, boulanger-grainetier |
| (avant 2001)                             | mars 2008 | Claude Sarzacq      |           |                                                                     |
| mars 2008                                | mars 2014 | Claude Guyard       | SE        | Retraité                                                            |
| mars 2014                                | En cours  | Dominique Guerriau  | SE        | Métreur                                                             |
| Les données manquantes sont à compléter. |           |                     |           |                                                                     |

## Démographie
L'évolution du nombre d'habitants est connue à travers les recensements de la population effectués dans la commune depuis 1793. Pour les communes de moins de 10 000 habitants, une enquête de recensement portant sur toute la population est réalisée tous les cinq ans, les populations de référence des années intermédiaires étant quant à elles estimées par interpolation ou extrapolation. Pour la commune, le premier recensement exhaustif entrant dans le cadre du nouveau dispositif a été réalisé en 2005.
En 2022, la commune comptait 238 habitants, en évolution de −0,42 % par rapport à 2016 (Sarthe : −0,25 %, France hors Mayotte : +2,11 %).
| 1793 | 1800 | 1806 | 1821 | 1831 | 1836 | 1841 | 1846 | 1851 |
| ---- | ---- | ---- | ---- | ---- | ---- | ---- | ---- | ---- |
| 756  | 833  | 840  | 884  | 909  | 921  | 872  | 856  | 802  |

| 1856 | 1861 | 1866 | 1872 | 1876 | 1881 | 1886 | 1891 | 1896 |
| ---- | ---- | ---- | ---- | ---- | ---- | ---- | ---- | ---- |
| 735  | 777  | 768  | 728  | 698  | 590  | 575  | 548  | 522  |

| 1901 | 1906 | 1911 | 1921 | 1926 | 1931 | 1936 | 1946 | 1954 |
| ---- | ---- | ---- | ---- | ---- | ---- | ---- | ---- | ---- |
| 516  | 533  | 529  | 448  | 412  | 382  | 375  | 394  | 372  |

| 1962 | 1968 | 1975 | 1982 | 1990 | 1999 | 2005 | 2006 | 2010 |
| ---- | ---- | ---- | ---- | ---- | ---- | ---- | ---- | ---- |
| 372  | 363  | 275  | 219  | 160  | 186  | 180  | 179  | 197  |

| 2015 | 2020 | 2022 | - | - | - | - | - | - |
| ---- | ---- | ---- | - | - | - | - | - | - |
| 231  | 237  | 238  | - | - | - | - | - | - |

## Économie
- Un élevage de chevaux de sport (chevaux et poneys de dressage).

## Lieux et monuments

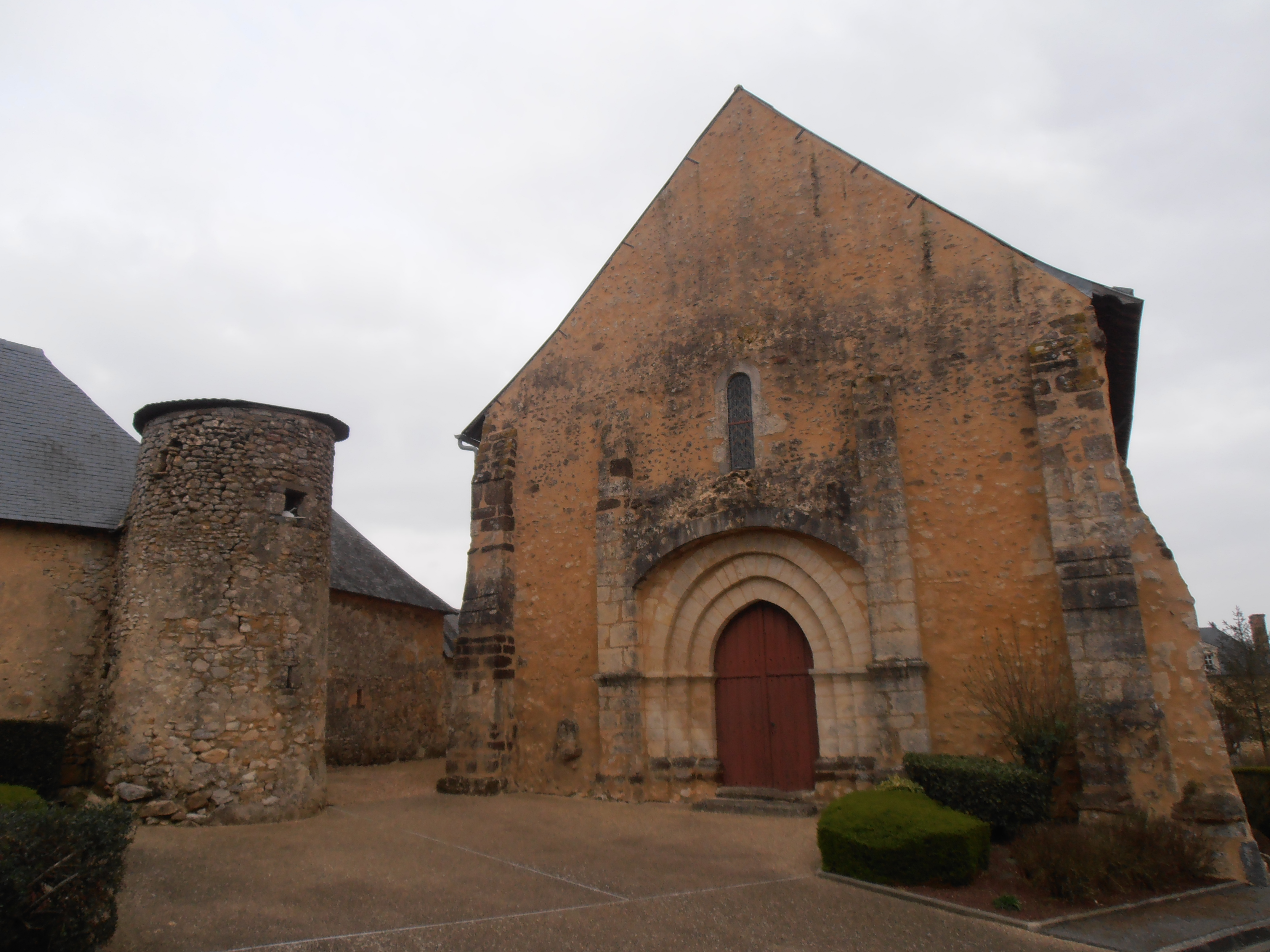
Façade de l'église et une tour en pierre.

- Église Saint-Ouen.